# Château de Buffières (Dolomieu)
Le château de Buffières est un château d'agrément du XVIIe siècle, remanié au XXIe siècle qui se dresse près du bourg central de la commune de Dolomieu dans le département de l'Isère et la région Auvergne-Rhône-Alpes.

## Situation et accès
Le château est situé dans le nord du département de l'Isère, sur le territoire de la commune de Dolomieu, à proximité de son bourg auquel il est relié par la rue du château. 
La gare ferroviaire française la plus proche est la gare de La Tour-du-Pin, située à moins de cinq kilomètres du château et de son domaine.

## Description
Les parties protégées de l'édifice (par arrêté du 8 février 1991 au titre des monuments historiques) sont les façades et la toiture du château (ainsi que les bâtiments des écuries) pour l'extérieur et les trois pièces principales avec la cheminée et l'escalier en ferronnerie pour l'intérieur.
L'écrivain et historien local Éric Tasset le présente comme un château typique de la région. Le château, qui s'élève sur trois niveaux, est situé au cœur d'un domaine de vingt hectares. Le bâtiment principal se présente sous la forme d'un plan en forme de « L », orienté vers l'est. La façade présente trois travées de trois séries d'ouvertures superposées, avec un avant-corps central en légère saillie, surmonté d'un fronton triangulaire sculpté, le motif central, supporté par deux griffons, y associe les armoiries des Gratet de Dolomieu à celles des Bérenger-Sassenage. La partie arrière de l'édifice se compose d'un massif presque carré, flanqué sur un angle par un volume en avancé arrondi en hémicycle côté ouest. Côté sud, une chapelle a été ajoutée durant le XIXe siècle. Le domaine compte également des écuries[réf. souhaitée].

## Histoire
Construit par la famille Gratet de Dolomieu au XVIIe siècle connue pour son plus célèbre membre Déodat Gratet de Dolomieu, géologue, minéralogiste, qui donnera son nom au massif alpin des Dolomites.
Propriété de la ville de Saint-Fons dans le département du Rhône depuis 1951, le château a été repris par un acquéreur privé pour 1,3 million d'euros, une vente qui a lancé une polémique au sein du conseil municipal de Dolomieu en 2020 en raison du prix et de l'identité de l'acquéreur.